# Albert Sabin
Albert Bruce Sabin, nato Abram Saperstein (Białystok, 26 agosto 1906 – Washington, 3 marzo 1993), è stato un medico e virologo polacco naturalizzato statunitense, famoso per aver sviluppato il più diffuso vaccino contro la poliomielite.

## Biografia

### Gli anni giovanili e i primi studi
Di religione ebraica, nacque nel 1906 nel ghetto di Białystok, una città polacca che all'epoca faceva parte dell'Impero russo, ed emigrò negli Stati Uniti nel 1921 con la sua famiglia, dove, nel 1930, acquisì la cittadinanza statunitense, variando completamente il proprio nome e cognome. Il padre Jacob, un artigiano, decise di lasciare la Polonia anche perché il clima verso gli ebrei era diventato molto ostile, e lo stesso Albert aveva fatto le spese di questo clima; sin dalla nascita Sabin non vedeva dall'occhio destro, e quando era ancora piccolo un coetaneo gli scagliò contro una pietra che per poco non colpì in pieno l'occhio sano, rischiando di accecarlo. La famiglia Sabin si stabilì a Paterson, nel New Jersey
Un loro ricco parente si offrì di pagare gli studi in medicina al giovane Albert, in modo che poi egli potesse collaborare con lui nel suo studio di dentista: così, a 20 anni, Sabin era uno studente modello di odontoiatria alla New York University. Un giorno però lesse il libro "I cacciatori di microbi" (di Paul de Kruif), e ne rimase affascinato e decise che avrebbe dedicato la sua vita a quello. L'entusiasmo lo portò così a cambiare studi: passò alla facoltà di medicina (sempre a New York), frequentando con passione e successo i corsi di microbiologia. Intanto coltivava la sua passione anche al di fuori dell'università, raccogliendo microbi dovunque capitasse (stagni, polvere, cassonetti della spazzatura).

### Microbiologo a Cincinnati
Nel 1931 concluse gli studi conseguendo la laurea in medicina: andò a lavorare presso l'università di Cincinnati, in Ohio, dove sarebbe rimasto 30 anni; dal 1946 venne nominato come capo della ricerca pediatrica. Qui, in qualità di assistente del dottor William Hallock Park (celebre per i suoi studi sul vaccino per la difterite), sviluppò ulteriormente il suo interesse per la ricerca medica, in modo particolare nel campo delle malattie infettive. Park divenne mentore del giovane e promettente Sabin, e gli trovò pure una borsa di studio quando il parente dentista si rifiutò di continuare a pagargli gli studi.
I suoi studi sulle malattie infettive dell'infanzia lo portarono a fare ricerche su quelle provocate da virus e in particolare sulla poliomielite (o "polio"), che a quei tempi mieteva migliaia di vittime, in particolare su bambini a partire dal secondo anno di vita. La scelta di dedicarsi a questa patologia è comunque da attribuirsi al dottor Park, che, in seguito a un'epidemia di poliomielite a New York convinse il suo giovane microbiologo a riprendere le ricerche su quella malattia (che Sabin aveva già, anche se non approfonditamente, studiato in precedenza).

### La poliomielite
La poliomielite, una volta detta "paralisi infantile" o più comunemente "polio", è una malattia virale acuta, altamente contagiosa, con manifestazioni diverse, le più gravi di tipo neurologico irreversibile. Si poteva manifestare in vari modi, di solito il malato era preso da improvvisi attacchi di febbre, seguita dalla paralisi irrimediabile di una parte del corpo, dovuta all'attacco da parte del virus (poliovirus) delle fibre nervose del midollo spinale. Negli Stati Uniti d'America questa malattia aveva ucciso o paralizzato migliaia di cittadini. La lotta alla polio non era comunque nuova negli ambienti di ricerca medica, e durava ormai da parecchi anni: nel 1934 due studiosi statunitensi, Brodie e Kolmer, annunciarono la scoperta di un vaccino efficace contro la poliomielite; quando però si procedette alla somministrazione dello stesso, ci furono molte morti. Questo terribile fallimento fece sì che venisse ordinata la sospensione di qualsiasi ricerca ufficiale sul vaccino antipolio, sebbene ufficiosamente molti laboratori continuassero nelle ricerche.
Il 3 gennaio 1938, con un appello sui quotidiani, Franklin Delano Roosevelt, allora presidente degli Stati Uniti, colpito da una paralisi che in quel momento fu diagnosticata come dovuta a poliomielite (mentre in seguito ci furono riserve sulla correttezza di questa diagnosi) creò la National Foundation for Infantile Paralysis (NFIP), il cui scopo era la raccolta di ulteriori fondi per la lotta contro la poliomielite, per accelerare la ricerca di un vaccino e l'aiuto ai malati. In seguito l'opera caritatevole delle NFIP prese il nome di "marcia delle monetine" (March of Dimes): il 20 gennaio di ogni anno (in occasione del compleanno di Roosevelt) tutti i cittadini statunitensi erano invitati a versare un dieci centesimi (un "dime", decino, è la moneta da 10 centesimi di dollaro) per combattere la polio.
La campagna si avvalse di numerose collaborazioni di celebrità di quel tempo. In questo modo furono raccolti milioni di dollari e la NFIP poté così finanziare ulteriormente le ricerche per un vaccino efficace e sicuro.

### Il primo successo e la guerra
Nel 1939 Sabin annunciò alla comunità scientifica la sua prima e importantissima scoperta sulla natura del virus poliomielitico (che attaccava le fibre nervose): dimostrò infatti, contrariamente a quanto creduto fino ad allora, che la sede prediletta di tale virus era l'intestino. Si trattava quindi di un virus enterico e non respiratorio, e la conoscenza del "terreno" dove si sviluppava era un dato fondamentale per la ricerca di un farmaco che lo debellasse.
Mentre Sabin proseguiva con le sue ricerche in Europa scoppiò la seconda guerra mondiale, durante la quale egli perderà anche due nipotine (che non conobbe mai), Amy e Deborah, uccise dalle SS tedesche a Białystok. Quando anche gli Stati Uniti entrarono in guerra Sabin lasciò Cincinnati per entrare nell'esercito: sbarcò prima in Sicilia e successivamente a Okinawa (Giappone), dove installò un laboratorio da campo. Nel 1947 Sabin, di stanza a Berlino, assistette, mentre si occupava dell'ospedale militare, a una terribile epidemia di polio che colpì moltissimi bambini della semidistrutta ex capitale del Terzo Reich.

### La ricerca continua
Tornato negli Stati Uniti d'America Sabin riprese le sue ricerche: per condurre in modo migliore gli esperimenti si dotò di un colossale laboratorio, con 10 000 topi e 160 scimpanzé. Nel 1949, grazie allo stanziamento di 1370000 $ la NFIP poté varare uno studio multicentrico in varie università statunitensi (compresa quella di Cincinnati, dove lavorava Sabin), mettendo a disposizione dei laboratori decine di migliaia di scimmie. Nel frattempo le epidemie di polio nel mondo aumentarono: in particolare in Europa si ebbe la terribile epidemia di Copenaghen (1952) mentre negli USA si verificarono decine di migliaia di casi.

#### La scoperta di Sabin
Nel 1953, al Children Hospital di Cincinnati, Sabin, dopo lunghi e faticosi esperimenti su reni di scimmia, aveva finalizzato le ricerche per la messa a punto di una sospensione di virus attenuati. Il vaccino di Sabin, sviluppato in concorrenza a quello dell'immunologo Hilary Koprowski, consisteva nello stesso virus della polio, ma appunto "attenuato", cioè privato della capacità di provocare la paralisi delle fibre nervose. L'organismo in cui veniva immesso il virus attenuato, di fronte a questa minaccia, produceva allora gli anticorpi adatti.
Sabin iniziò allora a testare il vaccino sull'uomo: prima su se stesso, poi su due suoi collaboratori: il dottor Ramos Alvarez (un medico messicano suo assistente), e un tecnico afroamericano che lavorava nel suo laboratorio. I primi esperimenti su vasta scala Sabin li potrà effettuare tra alcuni giovani carcerati che si erano offerti volontari. Infatti lo scienziato polacco aveva ottenuto, dopo lunghe esitazioni, di poter cercare dei volontari tra i detenuti delle prigioni federali di Chillichote (in Ohio): ne troverà centinaia.
Questi primi controlli e i successivi ebbero esito positivo, si passò così ai bambini, e le prime furono proprio le due figlie di Sabin, Amy (5 anni) e Deborah (7 anni), chiamate così in ricordo delle nipotine trucidate dalle SS. Dopo un'ulteriore lunga serie di prove del vaccino, Sabin presentò alla Commissione per l'immunizzazione del NFIP i risultati delle esperienze condotte sulle scimmie e gli scimpanzé del suo laboratorio, e poi su un totale di 242 persone.

#### Il vaccino Salk
In questo periodo un altro ricercatore, il giovane e sino ad allora sconosciuto J.E. Salk, dell'Università di Pittsburgh, che lavorava anch'egli da anni sulla poliomielite, mise a punto, utilizzando virus uccisi con formalina, tre vaccini contro il morbo. L'idea del dottor Salk, diversa da quella di Sabin, era che l'organismo potesse generare gli anticorpi contro la polio anche in presenza di virus "uccisi" tramite il formolo. I vaccini erano tre perché, come era stato dimostrato in precedenza, le migliaia di ceppi noti di poliovirus erano riconducibili a tre tipi fondamentali. Era quindi necessario, affinché un eventuale vaccino fosse efficace, che esso contenesse gli antigeni per tutti e tre i tipi di poliovirus.
Dopo l'annuncio da parte di Salk si iniziarono, intorno al 1952, gli esperimenti per dimostrare che il preparato agiva come vaccino, cioè a protezione contro i virus naturali: i primi esperimenti risultarono positivi e immediatamente, il 26 aprile 1954, la NFIP varò ufficialmente il programma di vaccinazione di massa. Furono vaccinati 422743 bambini americani e altrettanti bambini ricevettero un "placebo" (per effettuare così uno studio casuale in doppio cieco). Nel 1955 alcuni bambini, appena vaccinati, furono colpiti mortalmente dalla poliomielite violenta: il metodo Salk si rivelò così inefficace, in quanto non garantiva una protezione assoluta, sicura al 100%, soprattutto nei casi di paralisi.
La vicenda ebbe anche un breve strascico legale con il boicottaggio del vaccino Salk da parte di alcune organizzazioni di madri e la costituzione di una commissione parlamentare, in cui fu sentito lo stesso Sabin. Sabin non negò mai i meriti scientifici del dottor Salk, che rispettava molto, ma la sua critica al vaccino non fu gradita dal "rivale": quest'ultimo in seguito arriverà ad accusare Sabin di antipatriottismo.

#### Gli Stati Uniti d'America scelgono Salk
Il vaccino scoperto da Jonas Salk preveniva molte complicazioni della malattia, ma non era in grado di evitare il contagio iniziale; inoltre doveva essere somministrato tramite iniezione. Il vaccino di Sabin, invece, evitava di contrarre la malattia, non necessitava di ulteriori richiami ed era somministrato per via orale, sciolto su una zolletta di zucchero. Tuttavia il vaccino Salk fu subito perfezionato e nel 1955 le autorità sanitarie degli Stati Uniti ne autorizzarono la vendita: gli Stati Uniti d'America, dopo le iniziali perplessità, adottarono così il vaccino Salk.
Sabin preparò il suo vaccino fra il 1954 e il 1955, ma mentre il vaccino di Salk fu velocemente approvato e in seguito applicato su vasta scala, Sabin dovette attendere alcuni anni perché la sperimentazione in massa del suo vaccino, fatto con virus vivi e attenuati e somministrabile per bocca, richiedeva maggiori cautele. A parte questo, l'approvazione delle autorità sanitarie degli Stati Uniti sul vaccino in modo che fosse disponibile subito per la vaccinazione di massa, fu molto tardiva. Per una serie di ragioni (alcuni parlarono di campanilismo, dato che Sabin, pur essendo statunitense naturalizzato, era nato in Polonia), Sabin non fu molto creduto né seguito nell'immediato: nemmeno in Polonia il suo vaccino ebbe successo, e gli fu preferito quello Salk.

#### La diffusione nell'Est e il successo mondiale
Gli studi di Sabin non furono comunque vani. L'Unione Sovietica infatti, assieme ad altri paesi dell'est europeo, richiese a Sabin di sperimentare il suo vaccino sulle loro popolazioni: furono queste vaccinazioni che resero celebre il vaccino Sabin. La prima nazione a produrre tale vaccino su scala industriale fu la Cecoslovacchia, seguita dalla Polonia, vaste zone dell'Unione Sovietica, la Repubblica Democratica Tedesca e la Jugoslavia. Anche a Singapore vennero sottoposti a vaccinazione 200.000 bambini. Dal 1959 al 1961 furono vaccinati milioni di bambini dei paesi dell'Est, dell'Asia e dell'Europa; il vaccino anti-polio di Sabin fu autorizzato in Italia nel 1963 e reso obbligatorio nel 1966, provocando la scomparsa della malattia dal paese, come in tutti gli altri dove è stato reso obbligatorio.
Visti i sensazionali risultati furono prodotti e immessi sul mercato notevoli quantitativi del vaccino Sabin "orale monovalente" contro il poliovirus tipo I. Successivamente vennero messi in vendita sia il vaccino orale di tipo II (OPV - Oral Polio Vaccine) sia quello trivalente (TOPV), valido contro tutti e tre i tipi di poliovirus. Il crescente successo del vaccino Sabin, assieme all'assenza di pericoli che garantiva e alla più facile somministrazione rispetto a quello Salk fece sì che anche gli Stati Uniti d'America adottassero, seppure con ritardo, tale vaccino. Le dispute sul conto di Sabin e del suo vaccino vennero meno: tra il 1962 e il 1963 il farmaco assunse grande autorevolezza in tutto il mondo, mentre crebbe la riconoscenza scientifica verso lo scienziato polacco. Con la zolletta di zucchero inzuppata di vaccino Sabin si vaccinarono centinaia di milioni di bambini in tutto il mondo.

### Gli ultimi anni
Dal 1969 al 1972 Sabin fu presidente del Weizmann Institute of Science di Rehovot, in Israele. Dopo essere andato in pensione, pur dichiarandosi ufficialmente ritirato dall'attività, si dedicò ancora ad importanti studi immunologici per sconfiggere i tumori, il morbillo e la leucemia:
Una volta, alla domanda sulla differenza che fa morire per cancro o infarto rispose così:
Albert Bruce Sabin morì all'ospedale della Georgetown University di Washington il 3 marzo 1993, all'età di 86 anni.

## Sabin filantropo
Sabin non brevettò la sua invenzione, rinunciando allo sfruttamento commerciale da parte delle industrie farmaceutiche, affinché il suo prezzo contenuto garantisse una più vasta diffusione della cura:
Dalla realizzazione del suo diffusissimo vaccino anti-polio Sabin non guadagnò quindi un solo dollaro, continuando a vivere con il suo stipendio di professore universitario. Inoltre, durante gli anni della guerra fredda, Sabin donò gratuitamente i suoi ceppi virali allo scienziato sovietico Michail Čumakov, in modo da permettere lo sviluppo del suo vaccino anche in Unione Sovietica. Anche in questo caso Sabin andò oltre le questioni politiche per un bene superiore.

## Vita privata
Sabin si sposò tre volte: la prima moglie Sylvia Tregillus che sposò nel 1935, da cui avrà le due figlie Amy e Deborah (chiamate così in ricordo delle due nipotine uccise dalle SS), morì suicida trangugiando barbiturici trent'anni dopo il matrimonio, nel 1966. La seconda moglie fu Jane Warner che sposò nel 1967 e da cui si separò nel 1971. La terza, Heloisa Dunshee de Abranches, conosciuta in Brasile durante gli studi contro gli orecchioni, che sposò nel 1972, è morta a 98 anni il 12 ottobre 2016. Attualmente ha eredi in Italia, suddivisi tra Milano, Biella e Bologna.

## Riconoscimenti
Sabin, sebbene non abbia mai ricevuto il premio Nobel per le sue scoperte mediche, ricevette nel corso della sua lunga carriera 40 lauree honoris causa, da parte di università di tutto il mondo, oltre al Premio Internazionale Feltrinelli dell'Accademia Nazionale dei Lincei, nel 1964, e alla Medaglia Nazionale per la Scienza, nel 1970.
Ad Albert Sabin sono intitolate varie istituzioni educative nel mondo. In Italia gli fu intitolata una scuola elementare torinese già nel 1964; gli è intitolata anche la scuola media di Milano 2, Segrate (MI) e l'ultimo liceo scientifico storico, il 'quarto liceo', di Bologna.

## Onorificenze e premi
Onorificenze
Premi
- Premio Robert Koch, 1962
- Premio Feltrinelli dell'Accademia Nazionale dei Lincei, 1964[6]

## Nella cultura di massa
La canzone del film Mary Poppins Un poco di zucchero, più esattamente il ritornello "Basta un poco di zucchero / e la pillola va giù" fa riferimento proprio alla modalità di somministrazione del vaccino di Sabin.